# Municipio de Farmington (condado de Warren)
El municipio de Farmington (en inglés: Farmington Township) es un municipio ubicado en el condado de Warren en el estado estadounidense de Pensilvania. En el año 2000 tenía una población de 1,353 habitantes y una densidad poblacional de 15 personas por km².

## Geografía
El municipio de Farmington se encuentra ubicado en las coordenadas 41°57′00″N 79°13′59″O / 41.95000, -79.23306.

## Demografía
Según la Oficina del Censo en 2000 los ingresos medios por hogar en la localidad eran de $42,400 y los ingresos medios por familia eran $44,313. Los hombres tenían unos ingresos medios de $32,174 frente a los $23,403 para las mujeres. La renta per cápita para la localidad era de $16,747. Alrededor del 13,0% de la población estaban por debajo del umbral de pobreza.